# Liisi Oterma
Liisi Vilhelmiina Oterma (bis 1935 Österman, * 6. Januar 1915 in Turku; † 4. April 2001 ebenda) war eine finnische Astronomin und Professorin für Astronomie an der Universität Turku. Sie ist vor allem bekannt für ihre astronomischen Beobachtungen; unter anderem entdeckte sie 54 Asteroiden und drei Kometen.

## Leben
Nach dem Abitur an der Turun suomalainen yhteiskoulu 1933 studierte Oterma an der Universität Turku zunächst Mathematik, dann Astronomie, ein Studiengang, der erst 1924 eingerichtet worden war. Ihr wissenschaftlicher Lehrer und Mentor war Yrjö Väisälä, dessen Assistentin sie später wurde. Oterma schloss ihr Studium 1938 als Kandidatin der Philosophie (vergleichbar einem Master-Abschluss) ab und wurde 1955 summa cum laude und als Jahrgangsbeste promoviert. Ihre in französischer Sprache abgefasste Dissertation Recherches portant sur des télescopes pourvus d'une lame correctrice behandelte ein Thema der Teleskop-Optik. Sie war nicht nur die erste Frau, die in Finnland in Astronomie promoviert wurde, sondern auch die erste Frau, die an der mathematisch-naturwissenschaftlichen Fakultät der Universität Turku einen Doktorgrad erwarb.
Von 1941 bis 1965 war Oterma als Beobachterin an der Sternwarte der Universität Turku angestellt. 1959 wurde sie Dozentin für Astronomie an der Universität Turku, 1962 übernahm sie die Vertretung des Lehrstuhls und 1965 wurde sie zur ordentlichen Professorin berufen. Nach Väisäläs Tod 1971 folgte sie ihm auch als Direktorin der Sternwarte der Universität nach. 1978 wurde sie emeritiert.
Oterma hatte großes Interesse an Fremdsprachen: Sie hatte ursprünglich vorgehabt, Sanskrit zu studieren, was aber damals in Turku noch nicht möglich war. Später beherrschte sie neben den Landessprachen Finnisch und Schwedisch noch Deutsch, Französisch, Italienisch, Spanisch, Esperanto, Englisch und Ungarisch und befasste sich mit weiteren Sprachen wie Arabisch. Als Direktorin der Sternwarte führte sie die gesamte fremdsprachige Korrespondenz mit dem Ausland. Sie galt als persönlich anspruchslos, bescheiden und so zurückhaltend, dass der Kopenhagener Astronom Anders Reiz von ihr sagte, sie „schweige in elf Sprachen“. Ihre Öffentlichkeitsscheu äußerte sich auch darin, dass sie sich höchst ungern fotografieren ließ, weshalb nur wenige Fotos von ihr existieren.

## Wissenschaftliche Leistungen
Yrjö Väisälä hatte in Turku ein höchst erfolgreiches Forschungsprogramm zur Entdeckung von Asteroiden initiiert, an dem Oterma als Beobachterin maßgeblichen Anteil hatte. Auf dem Höhepunkt dieses Programms in den 40er Jahren wurden in Turku allein mehr Asteroiden entdeckt als an allen anderen Sternwarten weltweit zusammen. Oterma machte sich auch einen Namen durch ihre Bahnberechnungen von Asteroiden und Kometen; so wies sie nach, dass die Bahn des periodischen Kometen 39P/Oterma, die vor 1937 elliptisch mit einer Periode von 18 Jahren verlief, durch gravitative Einflüsse des Jupiter annähernd kreisförmig mit einer Periode von 8 Jahren geworden war und sagte voraus, dass die Bahn um 1962/63 wieder elliptisch werden würde, eine Prognose, die dann durch Beobachtungen bestätigt wurde. Sie arbeitete zudem gemeinsam mit Väisälä an der Entwicklung und Herstellung hochwertiger astronomischer Optiken, insbesondere der von ihm konzipierten Weiterentwicklung des Schmidt-Teleskops. 

### Liste der von Oterma entdeckten Kleinplaneten
| Name                  | Datum              |
| (1504) Lappeenranta   | 23. März 1939      |
| (1507) Vaasa          | 12. September 1939 |
| (1522) Kokkola        | 18. November 1938  |
| (1540) Kevola         | 16. November 1938  |
| (1544) Vinterhansenia | 15. Oktober 1941   |
| (1545) Thernöe        | 15. Oktober 1941   |
| (1558) Järnefelt      | 20. Januar 1942    |
| (1559) Kustaanheimo   | 20. Januar 1942    |
| (1679) Nevanlinna     | 18. März 1941      |
| (1680) Per Brahe      | 12. Februar 1942   |
| (1695) Walbeck        | 15. Oktober 1941   |
| (1705) Tapio          | 26. September 1941 |
| (1758) Naantali       | 18. Februar 1942   |
| (1882) Rauma          | 15. Oktober 1941   |
| (2064) Thomsen        | 8. September 1942  |
| (2107) Ilmari         | 12. November 1941  |
| (2159) Kukkamäki      | 16. Oktober 1941   |
| (2195) Tengström      | 27. September 1941 |
| (2268) Szmytowna      | 6. November 1942   |
| (2291) Kevo           | 19. März 1941      |
| (2332) Kalm           | 4. April 1940      |
| (2501) Lohja          | 14. April 1942     |
| (2640) Hällström      | 18. März 1941      |
| (2717) Tellervo       | 20. November 1940  |
| (2774) Tenojoki       | 3. Oktober 1942    |
| (2803) Vilho          | 29. November 1940  |

| Name              | Datum             |
| (2804) Yrjö       | 19. April 1941    |
| (2805) Kalle      | 15. Oktober 1941  |
| (2827) Vellamo    | 11. Februar 1942  |
| (2828) Iku-Turso  | 18. Februar 1942  |
| (2840) Kallavesi  | 15. Oktober 1941  |
| (2841) Puijo      | 26. Februar 1943  |
| (2846) Ylppö      | 12. Februar 1942  |
| (2857) NOT        | 17. Februar 1942  |
| (2912) Lapalma    | 18. Februar 1942  |
| (2946) Muchachos  | 15. Oktober 1941  |
| (2988) Korhonen   | 1. März 1943      |
| (3132) Landgraf   | 29. November 1940 |
| (3381) Mikkola    | 15. Oktober 1941  |
| (3497) Innanen    | 19. April 1941    |
| (3597) Kakkuri    | 15. Oktober 1941  |
| (3811) Karma      | 13. Oktober 1953  |
| (3892) Dezsö      | 19. April 1941    |
| (4133) Heureka    | 17. Februar 1942  |
| (4163) Saaremaa   | 19. April 1941    |
| (4227) Kaali      | 17. Februar 1942  |
| (5216) 1941 HA    | 16. April 1941    |
| (5534) 1941 UN    | 15. Oktober 1941  |
| (5611) 1943 DL    | 26. Februar 1943  |
| (5985) 1942 RJ    | 7. September 1942 |
| (6886) Grote      | 11. Februar 1942  |
| (7267) Victormeen | 23. Februar 1943  |

### Liste der von Oterma (mit-)entdeckten Kometen
| Name                | Datum            |
| 38P/Stephan-Oterma  | 6. November 1942 |
| 39P/Oterma          | 27. März 1943    |
| 139P/Väisälä-Oterma | 7. Oktober 1939  |

## Ehrungen
- Der von Yrjö Väisälä 1938 entdeckte Asteroid (1529) Oterma ist nach ihr benannt.
- 1956 wurde Oterma vom Verband der berufstätigen Frauen Finnlands zur „Frau des Jahres“ gewählt.[8]